# فيوليت بنسون
فيوليت بنسون (بالإنجليزية: Violet Benson)‏ هي ممثلة أمريكية، ولدت في 15 نوفمبر 1988 في سانت بطرسبرغ في روسيا.